# Dwayne Bravo
Pour les articles homonymes, voir Bravo.
Dwayne John Bravo est un joueur de cricket trinidadien né le 7 octobre 1983 à Santa Cruz, international avec l'équipe des Indes occidentales. Cet all-rounder débute en 2002 avec Trinité-et-Tobago avant d'être sélectionné pour la première fois avec les Indes occidentales en One-day International puis en Test cricket en 2004. Son demi-frère cadet Darren Bravo est également joueur de cricket.

## Biographie
Dwayne Bravo naît le 7 octobre 1983 à Santa Cruz. Il dispute son premier match de first-class cricket avec Trinité-et-Tobago contre Barbade en février 2002. Il marque la même année son premier century à ce niveau contre les Îles Windward.
Il est sélectionné pour la première fois avec l'équipe des Indes occidentales en 2004 au cours d'un ODI disputé face aux Anglais. Il dispute la même année ses premiers test-matchs lors d'une tournée en Angleterre. Les Caribéens sont défaits 4-0 dans la série de tests. Bravo réussit le meilleur total de guichets des visiteurs, 16, en plus de 220 courses marquées. Il réalise son premier century dans cette forme de jeu en mai 2005 contre l'Afrique du Sud, après avoir manqué le premier match de la série lorsqu'un problème de contrat avec un sponsor rend six joueurs, dont Bravo, inéligibles pour la sélection.
Bravo est écarté pour des raisons tactiques du premier test de la série disputée par les Indes occidentales en 2005-2006 en Australie. Rappelé pour la rencontre suivante, il réalise une manche de 113 courses avant de prendre six guichets dans la troisième. Il participe au Trophée des champions de l'ICC 2006, au cours duquel les Indes occidentales échouent en finale contre l'Australie. Il marque 164 courses et prend 7 guichets au cours du tournoi et y réalise son premier century en ODI.
Fin 2007, il remplace temporairement Chris Gayle, blessé, en tant que capitaine de la sélection au cours d'une série de test-matchs contre l'Afrique du Sud. Il rejoint les Mumbai Indians pour la première saison de l'Indian Premier League.
Blessé, il ne participe pas à la série remportée par les Indes occidentales face à l'Angleterre début 2009. Il n'est pas sélectionné pour les deux test-matchs des Caribéens sur le sol anglais au printemps de la même année, mais participe tout de même à l'Indian Premier League. Alors qu'il est rappelé pour la visite du Bangladesh dans les Caraïbes, la totalité des joueurs sélectionnés, dont lui, se mettent en grève pour des problèmes de contrats. Les grévistes ne sont par la suite pas considérés pour le Trophée des champions de l'ICC 2009. En octobre, il fait partie de l'équipe de Trinité-et-Tobago qui dispute la première édition de la Ligue des champions de Twenty20.

## Bilan sportif

### Principales équipes
|                                        | Test        | ODI         | Twenty20    |
| -------------------------------------- | ----------- | ----------- | ----------- |
| Indes occidentales                     | 2004 -      | 2004 -      | 2006 -      |
|                                        | First-class | List A      | Twenty20    |
| Trinité-et-Tobago (Indes occidentales) | 2001-2002 - | 2002-2003 - | 2007-2008 - |
| Kent (Angleterre)                      | 2006        | 2006        | 2006        |
| Mumbai Indians (Inde, IPL)             | -           | -           | 2008 - 2010 |
| Victoria (Australie)                   |             |             | 2009-2010   |
| Essex (Angleterre)                     |             |             | 2010        |
| Chennai Super Kings (Inde, IPL)        |             |             | 2011 -      |